# M/V Stena Progress
M/V Stena Progress je tanker (Tanker - Hazard A (Major) po AIS-u, Crude Oil Tanker, tip handymax tanker for oil) hrvatske proizvodnje. Izgrađen je u Brodosplitu. IMO broj mu je 9390020. MMSI broj je 310579000. Plovi pod bermudskom zastavom. Matična mu je luka Hamilton (Bermudi). Pozivni znak je ZCEA9.
Dio serije Brodosplitovih tankera koji mogu prevesti teret teži od 65.000 tona i ploviti po zaleđenom moru, klasa 1A i 1B (Swedish/Finnish Rule 1B, P-Max Ice Class 1B). Dizajnom udovoljavaju najvišim ekološkim i plovidbeno-sigurnosnim standardima, s dvjema odvojenim strojarnicama i 30% većim kapacitetom prijevoza tereta u odnosu na standardne tankere te veličine. Iz ove je serije M/V Stena Paris dobila nagradu za brod godine u svojoj klasi.

## Obilježja
Sagrađen kao novogradnja br. 462 za bermudskog naručitelja CM P-MAX VII Limited iz Hamiltona.
Bruto-tonaže (gross tonage) je 36168 tone, a nosivosti 65118 tona (prvotno 60056) dwt, ljetni 55000). Gaz je 7,20 metara. Ukupni prostorni kapacitet je 67315m3.
Proglašen je za najbolji tanker na svijetu 2009. i uvršten na popis Najboljih 12 brodova na svijetu u izboru australskog časopisa Ships & Shipping.

## Vanjske poveznice
- Brodosplit Galerija: Stena Progress (u međumrežnoj pismohrani archive.org 15. travnja 2016.)
- (engl.) Stena Progress - Crude Oil Tanker, MarineTraffic
- (engl.) Fleetmon Stena Progress
- (engl.) Vesselfinder Stena Progress